# Gnadenkapelle (Altötting)

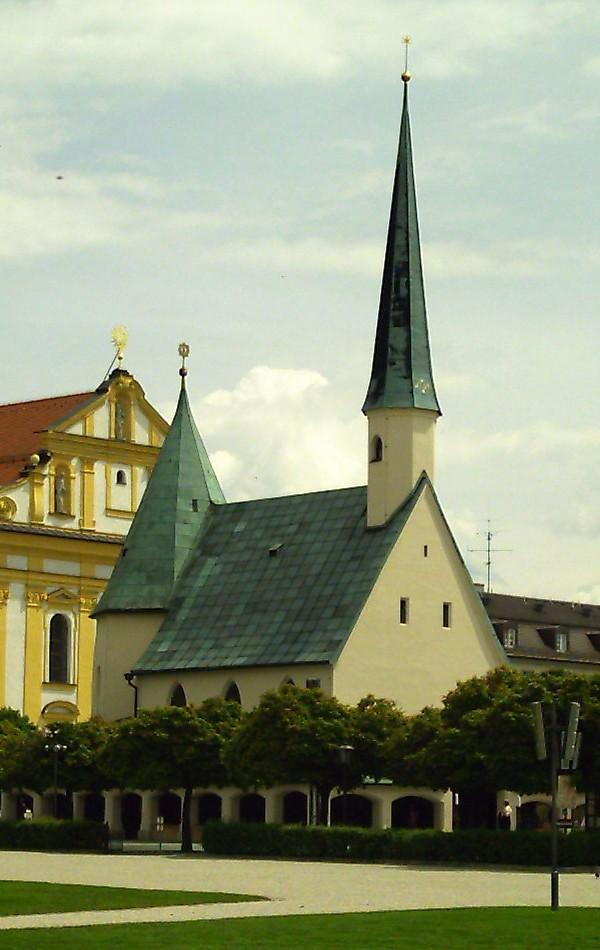
Die Gnadenkapelle von Altötting

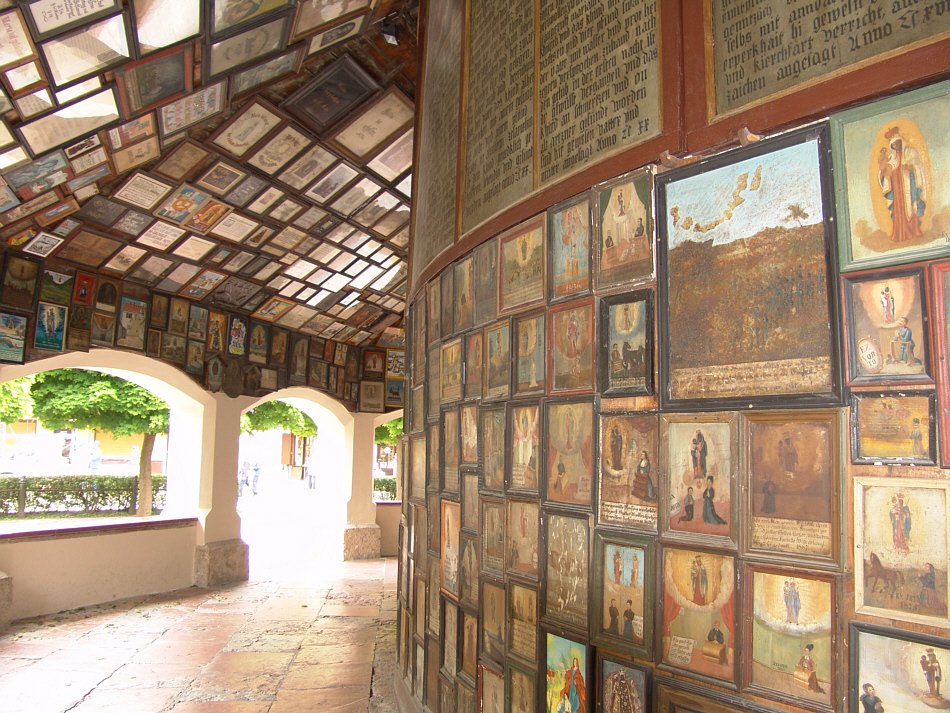
Der Rundgang um die Kapelle ist mit Votivbildern behängt.

Die Gnadenkapelle Altötting, auch Heilige Kapelle genannt, am Kapellplatz in Altötting in Bayern ist ein im Kern agilolfingischer Zentralbau aus dem 8. bis 10. Jahrhundert, der im 15. Jahrhundert im gotischen Stil erweitert wurde. Die Kapelle gilt als bayerisches Nationalheiligtum und ist eines der wichtigsten und meistbesuchten Wallfahrtsziele in Deutschland und Europa. Im Innern der Kapelle werden die Herzen bayerischer Herrscher verwahrt.

## Bauwerk
Die Datierung der Gnadenkapelle auf eine Zeit zwischen dem 8. und 10. Jahrhundert ist umstritten. Bereits 748 war der Ort eine Pfalz der Agilolfinger, Herzöge von Bayern. Vierzig Jahre später wurde Altötting karolingische Königspfalz. Aus dieser Zeit stammt vermutlich auch der älteste Bau der heutigen Kapelle. Möglicherweise diente die frühbyzantinische, achteckige Kirche San Vitale (frühes 6. Jahrhundert) in Ravenna als Vorbild für eine herzogliche Taufkapelle. Damit stünde die Gnadenkapelle in derselben Architekturtradition wie die früheste Bauperiode des Aachener Doms, dessen Bauherren sich ebenfalls am Oktogon orientierten. 907 wurde Ort und Pfalz durch den Ungarnsturm verwüstet. Nur das Oktogon der Taufkapelle überstand die Zerstörung. Dem im Kern wohl agilolfingischen Zentralbau wurden 1494 ein Schiff und ein Spitzturm angefügt. Ein offener Umgang um die Kapelle folgte 1517. Der Anbau der Sakristei wurde 1686 vorgenommen.

## Legende
Der Grund für die weltweite Bekanntheit Altöttings als Marienwallfahrtsort liegt in einer Begebenheit aus dem 15. Jahrhundert. Im Jahr 1489 soll sich dort folgendes Wunder ereignet haben: Ein dreijähriger Knabe war in den Mörnbach gefallen, von der Strömung mitgetragen und für ertrunken gehalten worden. Die verzweifelte Mutter brachte das leblose Kind nach seiner Bergung in die der Muttergottes geweihte Kapelle und legte es auf den Altar. Dort begann sie mit anderen Gläubigen, für die Rettung ihres Kindes zu beten. Nach kurzer Zeit kehrte Leben in den Körper des scheinbar toten Kindes zurück. Die Legende besagt, dass der gerettete Knabe später zum Priester geweiht wurde.

## Gnadenbild

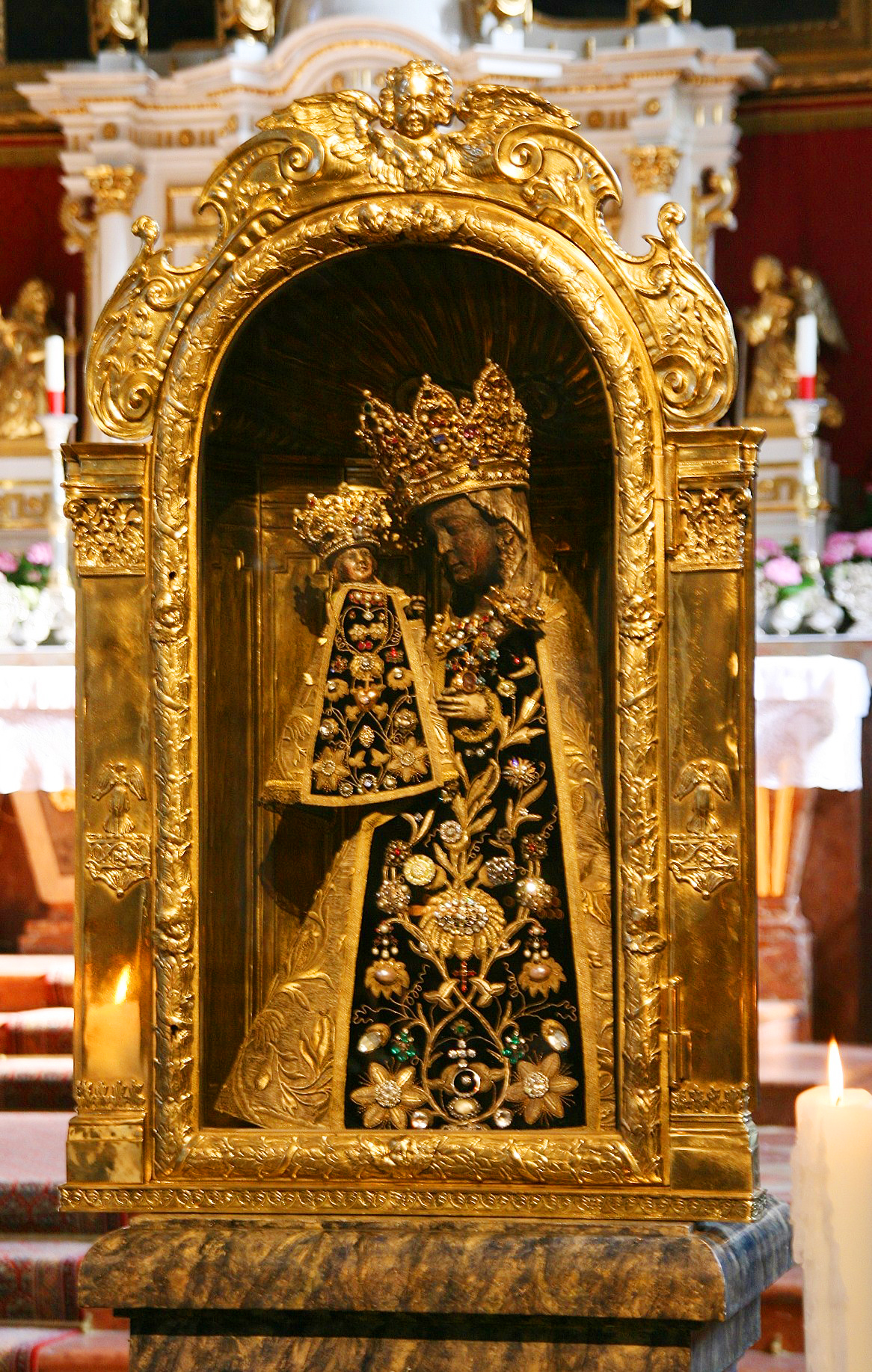
Gnadenbild der Heiligen Kapelle

Im 14. Jahrhundert kam das möglicherweise in Burgund oder am Oberrhein entstandene, aus Lindenholz geschnitzte Bild einer stehenden Muttergottes nach Altötting. Mit dem Aufkommen der Wallfahrt wurden zahlreiche Nachbildungen angefertigt, eine solche steht z. B. in der Wallfahrtskapelle Maria Alber.
Die Madonnenstatue ist 64 Zentimeter hoch und enthält eingearbeitete Silberplatten. Weder der Ursprungsort noch die genaue Entstehungszeit konnten von Kunsthistorikern bisher zweifelsfrei ermittelt werden. Mutmaßlich ist die Figur am Ende des 13. oder im frühen 14. Jahrhundert gefertigt worden. Mit ihren schwarzen Händen und dem geschwärzten Gesicht soll die Madonna auf Vorbilder in der Auvergne verweisen. Dort waren derartige religiöse Holzskulpturen aus dem Hochmittelalter verbreitet, die Schule von Clermont-Ferrand soll eine wegweisende Werkstätte gewesen sein. Insgesamt soll es allein in Europa 272 „schwarze Madonnen“ geben, in Frankreich, wo von 188 solcher Statuen die Rede ist, sind sie als Vierges Noires bekannt. Berühmte schwarze Marienfiguren gibt es außer in Altötting in Einsiedeln (Schweiz), Loreto (Italien) und Tschenstochau (Polen) sowie Montserrat (Spanien).
Häufig wird die Schwarzfärbung der Madonnen auf Kerzen- und Weihrauch sowie auf Verschmutzung durch Staub zurückgeführt. Allerdings wird auch eine „Oxidations-Theorie“ diskutiert, wonach chemische Veränderungen das Holz eindunkeln, in Altötting etwa Reaktionen des eingelegten Silbers an der Luftfeuchtigkeit. Generell ist die Farbe Schwarz bei Kultfiguren auf antike Vorbilder zurückzuführen: Schon die „Große Göttermutter“ Kybele und die Totengöttin Isis wurden in der Antike häufig schwarz dargestellt. Die Altöttinger Madonna ist seit 1518 bekleidet, wobei die Stoffe zunächst aus Brautkleidern bayerischer Prinzessinnen stammten, die als Opfergaben für das „Gnadenbild“ gespendet wurden. Zepter und Krone stiftete der bayerische Kurfürst Maximilian I.
Am 11. September 2006 pilgerte Papst Benedikt XVI. nach Altötting und legte seinen Bischofsring, den er bis zu seiner Papstwahl getragen hatte, vor dem Gnadenbild nieder. Der Ring ist heute am Zepter der Muttergottesstatue angebracht.
Außer von Benedikt XVI. wurde die Gnadenkapelle von den Päpsten Pius VI. und Johannes Paul II. besucht.
Als Besonderheit ist zu erwähnen, dass die Schwarze Madonna an jedem Karfreitag um 7 Uhr mit einem schwarzen Schleier verhüllt wird, und so bis nach der Feier der Auferstehung bleibt.

## Wallfahrt

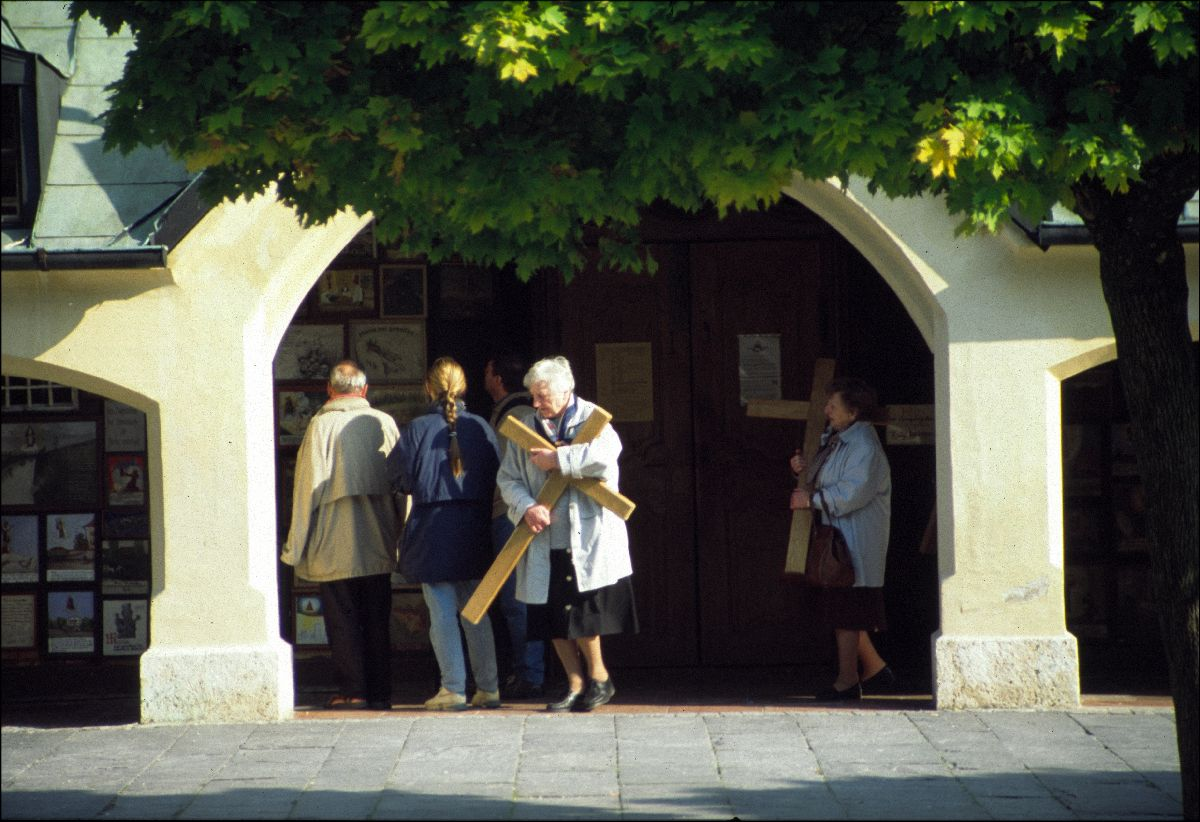
Holzkreuze werden um die Kapelle getragen.

Viele Wallfahrtstraditionen reichen zurück ins 15. Jahrhundert, den „Herbst des Mittelalters“ (Johan Huizinga), eine Zeit der Kirchen- und Glaubenskrise unmittelbar vor der Reformation. Damals erschöpfte sich die Frömmigkeit nicht nur von Landesherren, sondern auch von „niederen Ständen“ häufig im exzessiven Sammeln von Reliquien, im Wunderglauben und in Pilgerfahrten, wurde also generell „äußerlicher“. Die schiere Anzahl (Quantität) von Glaubensbeweisen wurde dominierend. In diesem religiösen und sozialen Umfeld wurde die „Gnadenkapelle“ zu einem Zentrum der Volksfrömmigkeit und die „schwarze Madonna“ Ziel von Fürbitten, sehr gefördert von Wittelsbacher-Fürsten wie Maximilian I., der im Zuge der Gegenreformation ein dringendes politisches Interesse am Aufschwung der Wallfahrt hatte und die Jesuiten in Altötting ansiedelte. Unzählige Votivtafeln, die an den Außenwänden und im Inneren der Kapelle zu finden sind, wurden aus Dankbarkeit für die angeblich von Maria gewährten Wunder angebracht. Im Umgang befinden sich heute über 2.000 Votivbilder. Ein Teil der Pilger umrundet heute noch, teils kniend, die Kapelle, oft mit eigens dafür bereitliegenden Holzkreuzen, und betet um Hilfe bei Sorgen und Nöten.

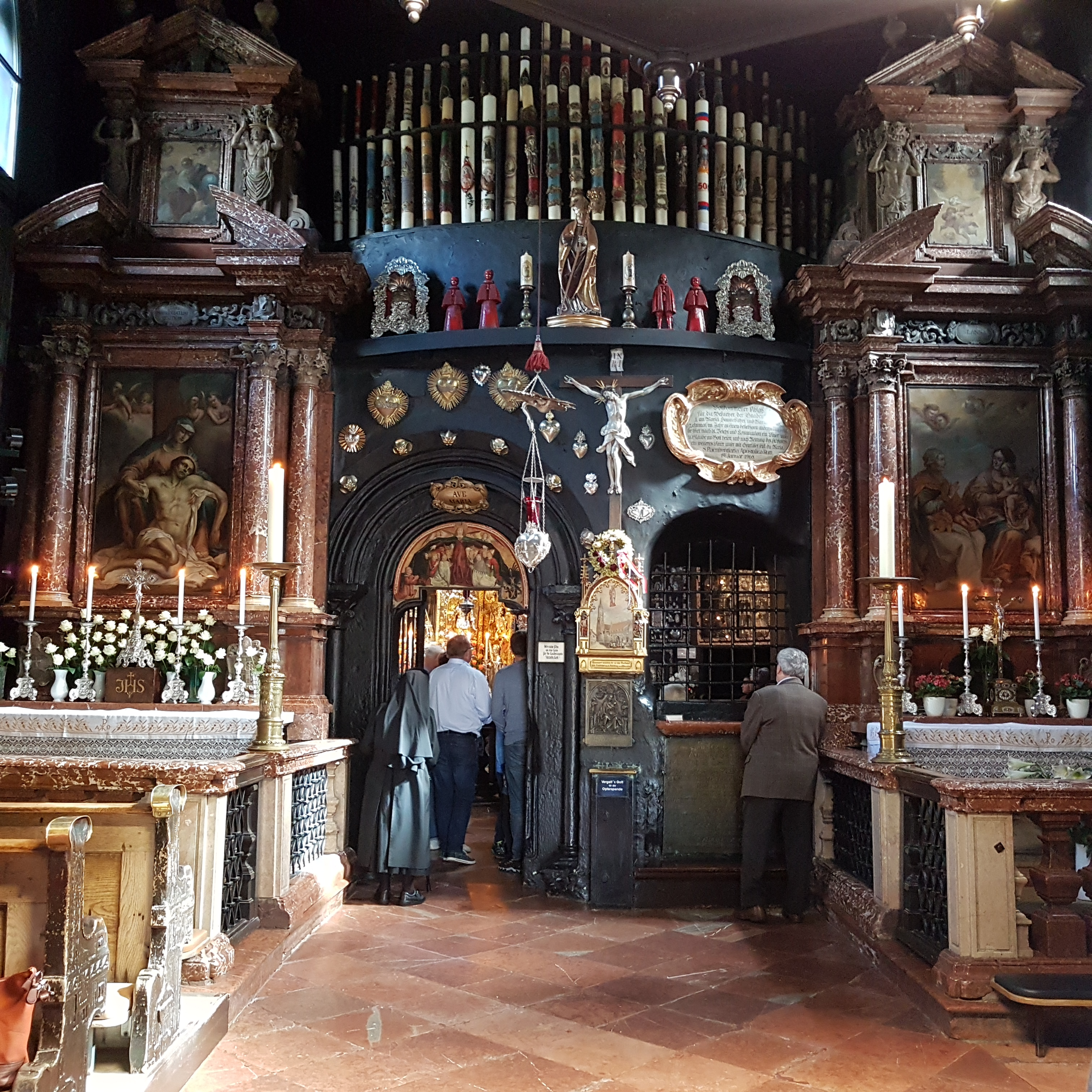
Das Langhaus der Gnadenkapelle

Am 15. August 2008 wurde der Wallfahrtskirche von Altötting durch Papst Benedikt XVI. eine Goldene Rose verliehen, eine hohe päpstliche Auszeichnung, die Joachim Kardinal Meisner als Kardinallegat am Fest Mariä Himmelfahrt dem Wallfahrtsdirektor überreichte.

## Ausstattung

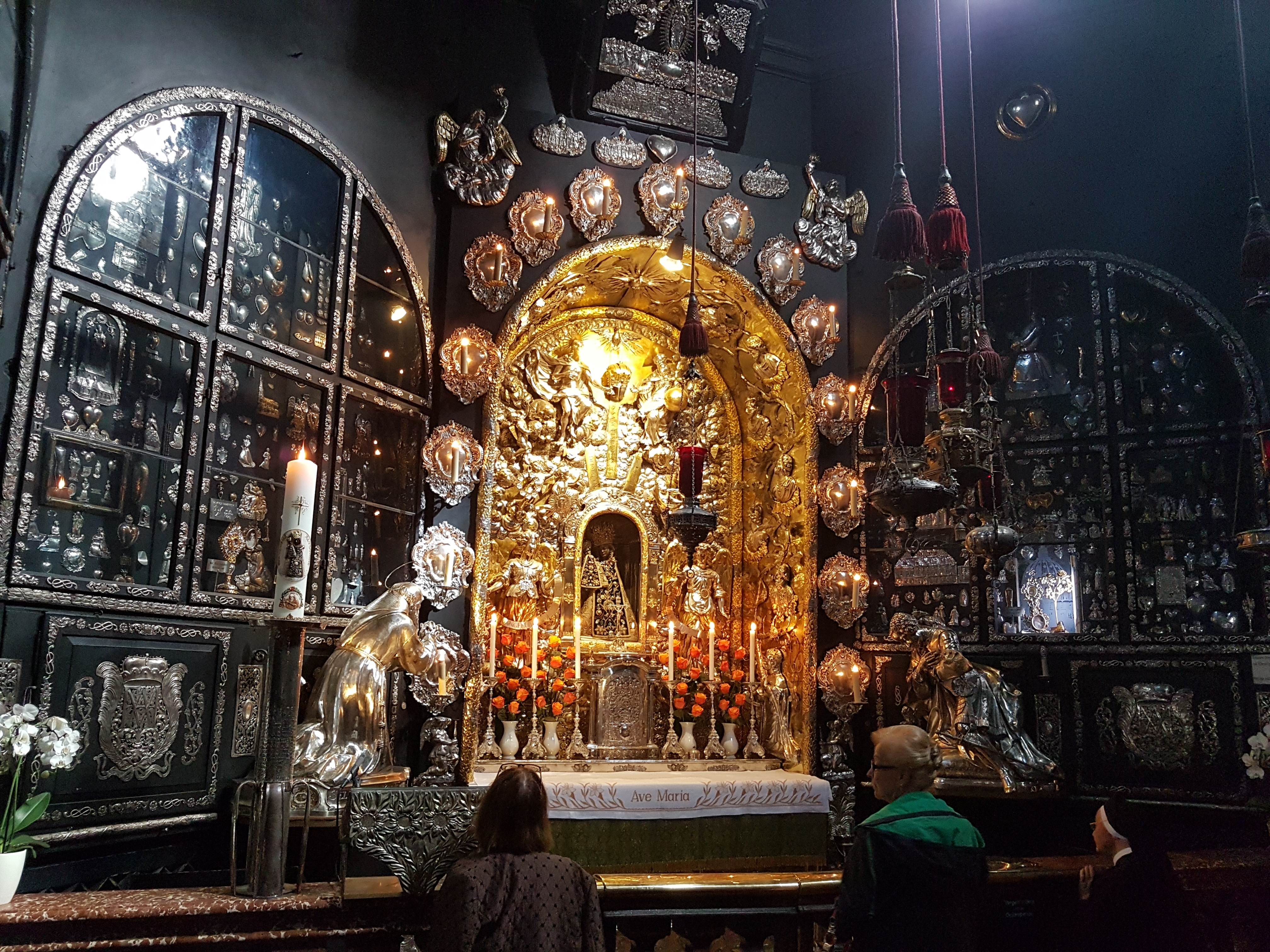
Inneres des Oktogons

Die Umgestaltung des Inneren erfolgte in der ersten Hälfte des 17. Jahrhunderts, der Gnadenaltar ist von 1670. Der ganz in Silber getriebene Schmuck des Gnadenaltars stammt aus dem Jahr 1670. Die Laibung der Altarnische ziert eine Darstellung der Wurzel Jesse. Die Silberarbeiten stammen vom Bildhauer Balthasar Ableithner und den Goldschmieden Franz Oxner und Johann F. Fesenmayr. Eine bedeutende Schmiedearbeit ist der rechts am Altar kniende, 1737 von Kurfürst Karl Albrecht gestiftete „Silberprinz“ des flämischen Meisters Guillielmus de Grof. Es stellt das Abbild des zehnjährigen Kurprinzen Maximilian III. Joseph in zierlicher Rokokorüstung dar. Als Pendant kam links vom Altar in den 1930er Jahren die von dem Münchener Bildhauer Georg Busch geschaffene Silberfigur des knienden heiligen Bruders Konrad von Parzham hinzu. Mittlerweile ist über dem „Silberprinzen“ auch die von Benedikt XVI. verliehene Goldene Rose angebracht.

## Bestattungen

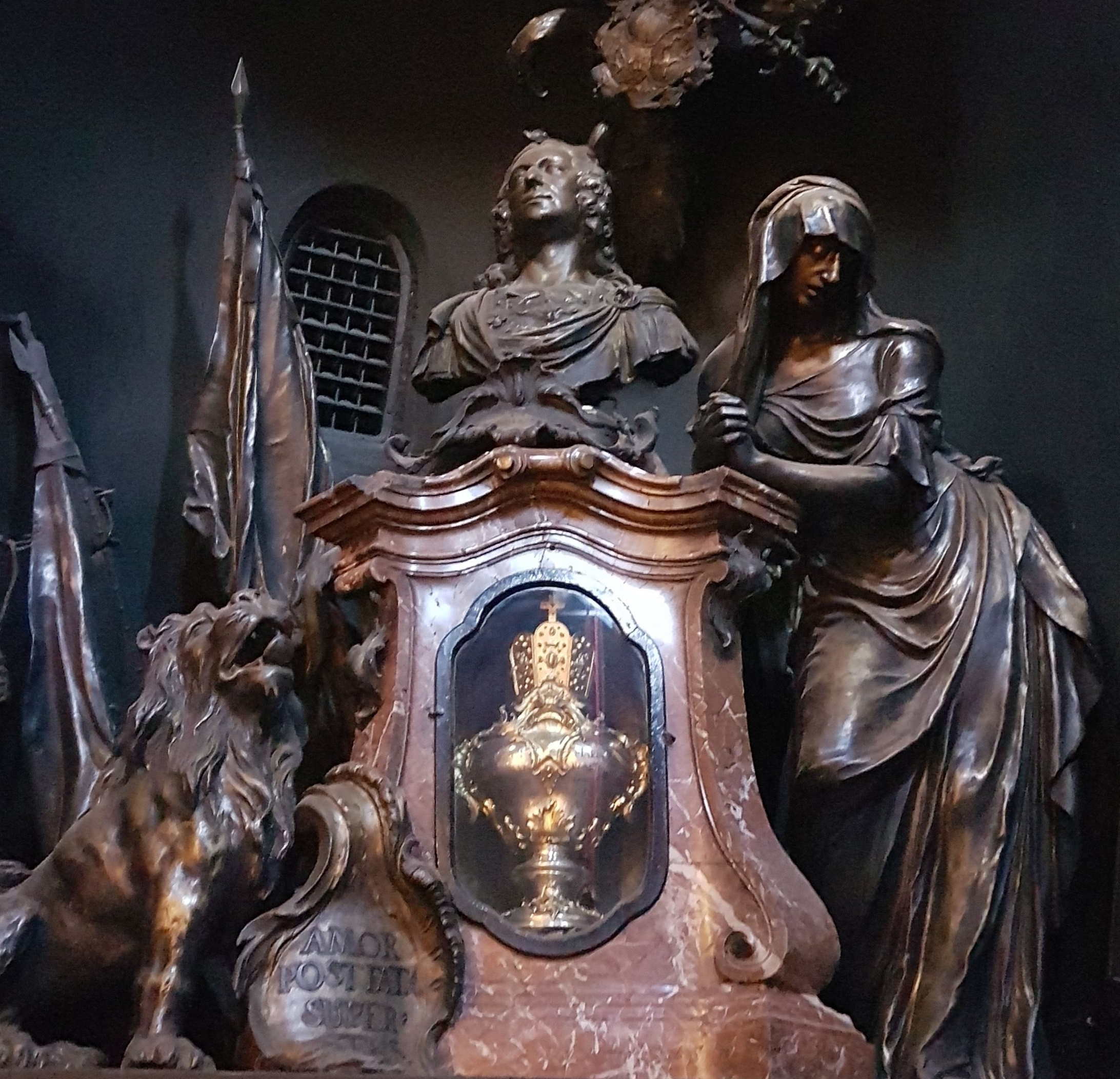
Herzurne Kaiser Karl VII. in der Gnadenkapelle

Im Laufe der Zeit fanden in der Gnadenkapelle insgesamt drei Körperbestattungen (1633, 1634, 1666) statt, daneben erfolgten über einen Zeitraum von mehr als 300 Jahren insgesamt 28 Herzbestattungen.
Als 1633 die Gemahlin des Grafen Wilhelm von Slavata starb, bewilligten Stiftsdekan Scheitenberger und das Kollegiatstift die Bestattung der Gräfin Lucie Otilie in der Gnadenkapelle, welche am Abend des 18. Mai 1633 ganz unauffällig erfolgte. Kurfürst Maximilian I. befürchtete nicht ohne Grund, dass dieser Präzedenzfall Nachahmung finden könnte und zudem die Leichenausdünstungen schädliche Wirkungen auf die Gesundheit der Kapellenbesucher haben würden. In seiner Antwort auf das kurfürstliche Protestschreiben wies der Dekan unter anderem darauf hin, dass die Verstorbene eine bedeutende Wohltäterin der Gnadenkapelle gewesen war und gesundheitliche Schäden nicht entstehen könnten, weil die Leiche zuerst in zwei Holzsärge und schließlich auch noch in einen Zinnsarg gelegt und über mannshoch in die Erde versenkt worden sei. Der Kurfürst entschied schließlich, dass weder Gedenkstein noch Grabplatte an oder über dem Bestattungsort in der Gnadenkapelle angebracht werden dürfe, was auch unterblieb.
Sein Herz und die Herzen anderer, überwiegend von Mitgliedern des Hauses Wittelsbach, sind hier bestattet. Bis heute sind das die Herzen von einem Kaiser, sechs Königen, drei bayerischen Kurfürsten, elf fürstlichen Frauen, fünf Bischöfen sowie zwei anderen fürstlichen Personen. 13 Herzurnen sind eingemauert oder unter dem Pflasterboden bestattet und damit nicht sichtbar. 14 silberne Urnen mit insgesamt 15 Herzen sind in Mauernischen ausgestellt, die meisten stehen in Wandnischen auf der Westseite des Oktogons.
Die in den Mauernischen aufgestellten Urnen sind ausschließlich aus Silber, zum Teil vergoldet und mit Edelsteinen geschmückt. Im Fall von Kronprinz Rupprecht wurde auf Anordnung seines Sohnes Albrecht anstelle einer silbernen Herzurne ein vergoldetes Silbergefäß mit Bergkristall aufgestellt. Die Herzen der Mütter von Kurfürst Karl Theodor und König Maximilian I. wurden auf Ersuchen des Hauses Wittelsbach 1983 in der Gnadenkapelle aufgenommen. Sie befinden sich hinter dem Altar in Urnen aus Zinn bzw. Kupfer und ohne weitere Verzierung. Im Fall der Kurfürstin Elisabeth Renata sind außer dem Herzen auch ihre Eingeweide in der Gnadenkapelle beigesetzt.
Sichtbar in Nischen aufgestellt:

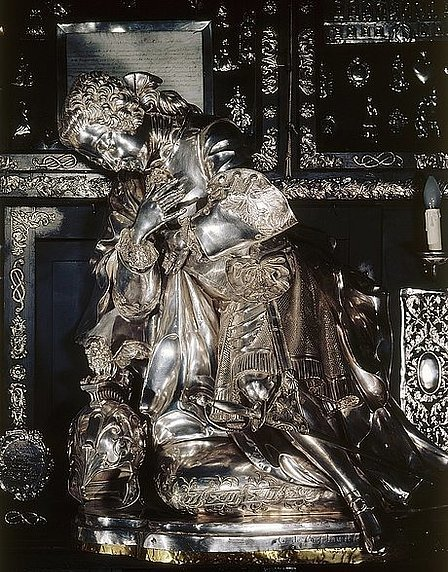
Der Silberprinz von Guillielmus de Grof

- 01. Kaiser Karl VII. (1697–1745), in Doppelurne mit Herz seiner Gemahlin Maria Amalie (1701–1756)
- 02. Kurfürst Maximilian III. (1727–1777)
- 03. Kurfürst Karl Theodor (1724–1799)
- 04. König Maximilian I. (1756–1825)
- 05. König Maximilian II. (1811–1864)
- 06. König Ludwig I. (1786–1868)
- 07. König Ludwig II. (1845–1886)
- 08. Königin Marie (1825–1889), Gemahlin König Maximilians II.
- 09. König Otto (1848–1916)
- 10. Königin Marie Therese (1849–1919), Gemahlin König Ludwigs III.
- 11. König Ludwig III. (1845–1921)
- 12. Antonia von Luxemburg (1899–1954), Gemahlin Kronprinz Rupprechts
- 13. Kronprinz Rupprecht (1869–1955)
- 14. Marie Anne Henriëtte Leopoldine de La Tour d’Auvergne (1708–1728), Mutter von Kurfürst Karl Theodor
- 15. Maria Franziska Dorothea von Pfalz-Sulzbach (1724–1794), Mutter König Maximilians I.

Nicht sichtbar in der Kapelle verwahrt:
- 01. Johann t’Serclaes Graf von Tilly (1559–1632), Heerführer der Katholischen Liga
- 02. Kurfürstin Elisabeth Renata (1574–1635), Gemahlin Kurfürst Maximilians I.
- 03. Kurfürst Maximilian I. (1573–1651)
- 04. Franz Wilhelm von Wartenberg (1593–1661), Kardinal, zuletzt Fürstbischof von Regensburg
- 05. Albrecht Sigismund von Bayern (1623–1685), zuletzt Fürstbischof von Freising und Regensburg
- 06. Maria Violante Gräfin von Sternberg († 1700)
- 07. Joseph Clemens von Bayern (1671–1723), zuletzt Erzbischof und Kurfürst von Köln
- 08. Clemens August von Bayern (1700–1761), zuletzt Erzbischof und Kurfürst von Köln
- 09. Johann Theodor von Bayern (1703–1763), Kardinal, zuletzt Fürstbischof von Lüttich
- 10. Clemens Franz von Bayern (1722–1770)
- 11. Maria Anna Josepha Augusta von Bayern (1734–1776), Markgräfin von Baden
- 12. Maria Anna von Pfalz-Sulzbach (1722–1790), Gemahlin Clemens Franz’ von Bayern
- 13. Kurfürstin Maria Anna (1728–1797), Gemahlin Kurfürst Maximilians III.